# SKIPシティ国際Dシネマ映画祭
SKIPシティ国際Dシネマ映画祭（スキップシティこくさいディーシネマえいがさい、英称:SKIP CITY INTERNATIONAL D-Cinema FESTIVAL、略称:SKIP CITY IDCF）は、川口市のSKIPシティで行われる映画祭である。
次世代映像産業の発展と集積、映像クリエーターの発掘と育成を目指し、2003年2月にSKIPシティが創設されたされた。その事業目的に沿って2004年3月に第1回の映画祭が開催され、第2回以降は毎年7月に開催されている。ただし、2011年は東日本大震災による電力危機などを考慮して10月に開催時期が変更された。
「Dシネマ」とはデジタルシネマのことをいう。本映画祭では、デジタルで撮影・編集され、デジタルで上映可能な作品を国内外より広く公募し、長編部門（国際コンペティション）・短編部門（国内コンペティション）においてノミネート作品を上映している。出品される作品はすべてデジタルシネマであり、4Kデジタルシネマプロジェクターによる上映を行う。
2010年から樽の形をしたマスコットキャラクター「デジたるくん」が登場している。

## プログラム
- 主要部門
  - 長編部門 （国際コンペティション）
    - 劇場公開用長編映画の制作数が3本以下の監督による作品（70分以上）が対象

  - 短編部門 （国内コンペティション）
- 関連上映

## 受賞結果

### 2004年
第1回（2004年3月20日〜28日）の受賞結果は以下の通り。
長編部門
- 最優秀作品賞 - 『ウィルバー・ウォンツ・トゥ・キル・ヒムセルフ（原題）』（監督：ロネ・シェルフィグ、シネフィル・イマジカでの放映題『ウィルバーの事情』）
- 作品賞 - 『エディ（原題）』（監督：ピョートル・トーシャスカルスキ）
- 新人監督賞 - ブラッドリー・ラスト・グレイ（『ソルト（原題）』）

短編部門
- 最優秀作品賞 - 『クラスメイト（原題）』（監督：ビョーン・カールストロム、ステファン・トウンベリィ）
- 作品賞
  - 『エターナル・ゲイズ（原題）』（監督：サム・シェン）
  - 『カワードリー・ヴィシャス（原題）』（監督：クワン・リー）

その他
- 川口市民賞 - 『人形芸人Dont & Not』（監督：船引亜樹、特別上映部門 上映作品）
- 奨励賞
  - 『犬と歩けば-チロリとタムラ-』（監督：篠崎誠、長編部門 上映作品）
  - 『美女缶』（監督：筧昌也、特別上映部門 上映作品）

### 2005年
第2回（2005年7月16日〜24日）の受賞結果は以下の通り。
長編部門（国際コンペティション）
- 最優秀作品賞
  - 『ミー・アンド・ユー・アンド・エブリワン・ウィ・ノウ（原題）』（監督：ミランダ・ジュライ、劇場公開題『君とボクの虹色の世界』）
  - 『ブラザーズ』（監督：スサネ・ビア、劇場公開題『ある愛の風景』）

- 優秀作品賞 - 該当作品なし
- 新人監督賞 - マリナ・キャバ・ラル（『ラスト・ミニット』）
- 技術賞 - 『銀飾』（監督：ホアン・ジェンジョン）
- 審査員特別賞 - 『天使』（監督：宮坂まゆみ）

短編部門（国内コンペティション）
- 最優秀作品賞 - 『珈琲とミルク』（監督：熊坂出）
- 奨励賞 - 『きみの秘密、僕のこころ』（監督：窪田崇）
- 奨励賞 - 『しゃぼんだまとんだ』（監督：佐藤克則）
- 審査員特別賞 - 『夏っちゃんの夏』（監督：仙石幸太郎）
- 審査員特別賞 - 『次の信号を左に』（監督：下條岳）

### 2006年
第3回（2006年7月15日〜23日）の受賞結果は以下の通り。
長編部門（国際コンペティション）
- 最優秀作品賞 - 『契約』（監督：ルゥ・シュエチャン）
- 新人監督賞 - 『プレイ』（監督：アリシア・シェルソン）
- 脚本賞 - 『シュニッツェル・パラダイス』（監督：マルティン・コールホーベン）
- 技術賞 - 『スクジーテク<小さな妖精>』（監督：トマーシュ・ボレル）
- 審査員特別賞 - 『スイカの皮からの旅立ち』（監督：アフメット・ウルチャイ）

短編部門（国内コンペティション）
- 最優秀作品賞 - 該当作品無し
- 奨励賞
  - 『tough guy!2005』（監督：岸本真太郎）
  - 『花筵』（監督：吉村真悟）
  - 『愛の矢車菊』（監督：樋渡麻実子）

- 審査員特別賞
  - 『Catchball With ニコル』（監督：浅野晋康）
  - 『緑玉紳士』（監督：栗田やすお）

### 2007年
第4回（2007年7月14日〜22日）の受賞結果は以下の通り。
長編部門（国際コンペティション）
- 最優秀作品賞 -『うつろいの季節（とき）』（監督：ヌーリ・ビルゲ・ジェイラン）
- 新人監督賞 - ネナド・ジューリッチ（『空からの贈りもの』）
- 脚本賞 - 『月の子供たち』（監督：マヌエラ・シュタッケ）
- 技術賞 - 『スカイマスター、空飛ぶ一家のおとぎ話』（監督：ミカエル・ウィケ、スティーン・ラスムセン）
- 審査員特別賞 - 『ハートラインズ』（監督：アンガス・ギブソン）

短編部門（国内コンペティション）
- 最優秀作品賞 - 『レッツゴー番長デッドオアアライブ完全版』（監督：鈴木専）
- 奨励賞
  - 『星屑夜曲』（監督：外山文治）
  - 『あかね雲―初恋―』（監督：あかね丸（阿曽多寿子、川口鉄也））

### 2008年
第5回（2008年7月19日〜27日）の受賞結果は以下の通り。
長編部門（国際コンペティション）
- 最優秀作品賞 -『幸せのアレンジ』（監督：ステファン・シャイファー、ダイアン・クレスポ）
- 監督賞 - ホセ・エンリケ・マルチ（『ガブリエルが聴こえる』）
- 脚本賞 - イルマル・ラーク（『ザ・クラス』）
- 審査員特別賞
  - 『記憶の谺（こだま）』（監督：アナス・モーゲンターラー）
  - 『リノ』（監督：ジャン・ルイ・ミレジ）

短編部門（国内コンペティション）
- 最優秀作品賞 - 『エレファント・マド』（監督：HAMU）
- 奨励賞
  - 『黒振り袖を着る日』（監督：柴山健次）
  - 『覗』（監督：吉井和之）

### 2009年
第6回（2009年7月10日〜20日）の受賞結果は以下の通り。新設された「SKIPシティアワード」は国内長編作品のみが対象。
長編部門（国際コンペティション）
- 最優秀作品賞 - 『あなたなしでは生きていけない』（監督：レオン・ダイ）
- 監督賞 - ジャン＝ステファーヌ・ソヴェール（『ジョニー・マッド・ドッグ』）
- 脚本賞 - マリアナ・チェニッリョ（『ノラの遺言』）
- 審査員特別賞 - 『それぞれの場所で』（監督：ダルコ・ルングロブ）
- SKIPシティアワード - 『Lost Paradise in Tokyo』（監督：白石和彌、劇場公開題『ロストパラダイス・イン・トーキョー』）

短編部門（国内コンペティション）
- 最優秀作品賞 - 『太陽の石』（監督：遠藤潔司）
- 奨励賞
  - 『電信柱エレミの恋』（監督：中田秀人）
  - 『金魚』（監督：岡田茂）

- 審査員特別賞
  - 『遺品整理屋 未来堂』（監督：土田豪介）
  - 『ミリモ・センチモ』（監督：耳井啓明）

### 2010年
第7回（2010年7月23日〜8月1日）の受賞結果は以下の通り。
長編部門（国際コンペティション）
- 最優秀作品賞 - 『やがて来たる者』（監督：ジョルジョ・ディリッティ）
- 監督賞 - リウ・ジエ（『透析（原題）』）
- 脚本賞 - 『鉄屑と海と子どもたち』（監督：ラルストン・G・ホベル）
- 審査員特別賞 - 『テヘラン』（監督：ナデール・T・ホマユン）
- SKIPシティアワード - 完山京洪監督（『seesaw』）

短編部門（国内コンペティション）
- 最優秀作品賞 - 『隣人ルサンチマン』（監督：檀拓磨）
- 奨励賞
  - 『家族デッキ』（監督：村田朋泰）
  - 『ゴリラの嘘』（監督：草刈勲）

### 2011年
第8回（2011年10月8日〜16日）の受賞結果は以下の通り。
長編部門（国際コンペティション）
- 最優秀作品賞 - 『キニアルワンダ』（監督：アルリック・ブラウン）
- 監督賞 - ヴァンニャ・ダルカンタラ（『荒野の彼方へ』）
- 脚本賞 - 『チャンス』（監督：アブネル・ベナイム）
- 審査員特別賞 - 『シンプル・シモン』（監督：アンドレアス・エーマン）
- SKIPシティアワード - 『DON'T STOP!』（監督：小橋賢児）

短編部門（国内コンペティション）
- 最優秀作品賞 - 『記憶のひとしずく』（監督：畑中大輔）
- 奨励賞
  - 『リスト』（監督：田中智章）
  - 『ケンとカズ』（監督：小路紘史）

### 2012年
第9回（2012年7月14日〜22日）の受賞結果は以下の通り。
長編部門（国際コンペティション）
- 最優秀作品賞 - 『二番目の妻』（監督：ウムト・ダー）
- 監督賞 - 中野量太（『チチを撮りに』）
- 脚本賞 - 『旅の始まり』（監督：マルヒン・ロハール）
- 審査員特別賞 - 『ノノ』（監督：ロメル・トレンティーノ）
- SKIPシティアワード - 『チチを撮りに』（監督：中野量太）

短編部門（国内コンペティション）
- 最優秀作品賞 - 『ユメのおと』（監督：角川裕明）
- 奨励賞
  - 『小さなユリと 第一章・夕方の三十分』（監督：和島香太郎）
  - 『トゥルボウ』（監督：多田昌平）

### 2013年
第10回（2013年7月12日〜21日）の受賞結果は以下の通り。
長編部門（国際コンペティション）
- 最優秀作品賞 - 『チャイカ』（監督：ミゲル・アンヘル・ヒメネス）
- 監督賞 - ヤリヴ・ホロヴィッツ（『フロントライン・ミッション』）
- 脚本賞 - 『セブン・ボックス』（監督：フアン・カルロス・マネグリア／タナ・シェムボリ）
- 審査員特別賞 - 『神奈川芸術大学映像学科研究室』（監督：坂下雄一郎）
- SKIPシティアワード - 『ロマンス・ロード』（監督：まつむらしんご）

短編部門（国内コンペティション）
- 最優秀作品賞 - 『転校生』（監督：金井純一）
- 奨励賞（2作品）
  - 『日の射すほうへ』（監督：内田進康）
  - 『もはや ないもの』（監督：三宅伸行）

### 2014年
第11回の受賞結果は以下の通り。
長編部門（国際コンペティション）
- 最優秀作品賞 - 『約束のマッターホルン』（監督：ディーデリク・エビンゲ）
- 監督賞 - 草野なつか（『螺旋銀河』）
- 脚本賞 - 『彼の見つめる先に』（監督：ダニエル・ヒベイロ）
- SKIPシティアワード - 『螺旋銀河』（草野なつか）

短編部門（国内コンペティション）
- 最優秀作品賞 - 『押し入れ女の幸福』（大橋隆行）
- 奨励賞（2作品）
  - 『Airy me』（監督：久野遥子）
  - 『就活狂想曲』（監督：吉田まほ）

### 2015年
受賞結果は以下のとおり。
長編部門（国際コンペティション）
- 最優秀作品賞 - エルネスト・ダラナス・セラーノ「ビヘイビア」（ キューバ）
- 監督賞 - ホルヘ・ペレス・ソラーノ「絶え間ない悲しみ」（ メキシコ）
- 脚本賞 - マーク・ヌーナン「君だってかわいくないよ」（ アイルランド）
- SKIPシティアワード - 内田英恵「あした生きるという旅」（ 日本）

短編部門（国内コンペティション）
- 最優秀作品賞 - 籔下雷太「わたしはアーティスト」
- 奨励賞 - 甲斐さやか「オンディーヌの呪い」、湯浅典子「空っぽの渦」

アニメーション部門（国内コンペティション）
- 最優秀作品賞 - 朴美玲「夢かもしれない話」
- 奨励賞 - 塚原重義「女生徒」、木畠彩矢香「息ができない」
- 審査員特別賞 - 水尻自子「幕」

### 2016年
受賞結果は以下のとおり。
長編部門（国際コンペティション）
- 最優秀作品賞 - アレハンドロ・グスマン・アルバレス「朝日が昇るまで」（ メキシコ）
- 監督賞 - ベントレー・ディーン、マーティン・バトラー「タンナ」（ オーストラリア,  バヌアツ）
- 脚本賞 - オリヴィエ・ランジェ「アヒルからの贈り物」（ ベルギー）
- SKIPシティアワード - 藤村明世「見栄を張る」（ 日本）

短編部門（国内コンペティション）
- 最優秀作品賞 - 三ツ橋勇二「嘘をついて」
- 奨励賞 - 上田慎一郎「テイク8」、井上博貴「夕暮れの催眠教室」

アニメーション部門（国内コンペティション）
- 最優秀作品賞 - ふくだみゆき「こんぷれっくす×コンプレックス」
- 奨励賞 - 円香「愛のかかと」、見里朝希「あたしだけをみて」
- 審査員特別賞 - 水尻自子「幕」

### 2017年
受賞結果は以下のとおり。
長編部門（国際コンペティション）
- 最優秀作品賞 - アーリル・アンドレーセン「愛せない息子」（ ノルウェー）
- 監督賞 - ハイボー・ユウ, キキ・ティエンチー・ユウ「中国のゴッホ」（ 中国,  オランダ）
- 審査員特別賞 - ローランド・ヴラニク「市民」（ ハンガリー）
- SKIPシティアワード - 加藤悦生「三尺魂る」（ 日本）

短編部門（国内コンペティション）
- 最優秀作品賞 - 浅沼直也「冬が燃えたら」
- 奨励賞 - 三宅伸行「サイレン」、土屋哲彦「追憶ダンス」

アニメーション部門（国内コンペティション）
- 最優秀作品賞 - 小川育「I think you're a little confused」
- 奨励賞 - 尾角典子「The Interpreter」、浜村満果「竹田駅メモリーズ」

### 2018年
第15回（2018年7月13日〜22日）の受賞結果は以下のとおり。
国際コンペティション部門
- 最優秀作品賞 - クリスティーナ・チョウ「ナンシー」（ アメリカ合衆国）
- 監督賞 - ハーフシュテイン・グンナル・シーグルズソン「あの木が邪魔で」（ アイスランド,  デンマーク,  ポーランド,  ドイツ）
- 審査員特別賞 - シン・ドンソク「最後の息子」（ 韓国）
- スペシャル・メンション - アウサ・ベルガ・ヒョールレーフズドッテル「ザ・スワン」（ アイスランド,  ドイツ,  エストニア）

国内コンペティション部門
- 優秀作品賞（長編部門） - 片山慎三「岬の兄妹」
- 優秀作品賞（短編部門） - 磯部鉄平「予定は未定」
- 審査員特別賞 - 溝口道勇「口と拳」

SKIPシティアワード
- 中川奈月「彼女はひとり」

### 2019年
第16回（2019年7月13日〜21日）の受賞結果は以下のとおり。
国際コンペティション部門
- 最優秀作品賞 - マッツ・グルードゥ「ザ・タワー」（ ノルウェー,  フランス,  スウェーデン）
- 監督賞
  - ナデジダ・コセバ「イリーナ」（ ブルガリア）
  - ウラー・サリム「陰謀のデンマーク」（ デンマーク）

- 審査員特別賞 - ハサン・ファジリ「ミッドナイト・トラベラー」（ アメリカ合衆国,  カタール,  カナダ,  イギリス）
- 観客賞 - マッツ・グルードゥ「ザ・タワー」（ ノルウェー,  フランス,  スウェーデン）

国内コンペティション部門
- 優秀作品賞（長編部門） - 壷井濯「サクリファイス」
- 優秀作品賞（短編部門） - 宇津野達哉「遠い光」
- 観客賞（長編部門） - 芳賀俊、鈴木祥「おろかもの」
- 観客賞（長編部門） - 佐藤快磨「歩けない僕らは」

SKIPシティアワード
- 磯部鉄平「ミは未来のミ」